# Shanag ashile
Shanag ashile es la única especie conocida del género extinto  Shanag  es un género representado por una única especie de dinosaurio terópodo dromeosáurido, que vivió a principios del período Cretácico, hace aproximadamente 130 millones de años, en el Barremiense, en lo que es hoy Asia. Shanag es un pequeño dromeósaurido basal, de solo 80 centímetros de largo y 30 de alto, pesando 2 kilogramos. En 2010, Gregory S. Paul estimó su longitud en 1,5 metros y el peso en cinco kilogramos. Shanag muestra una mezcla de rasgos de dromeosáurido, troodóntido y ave basal. Debe haberse deslizado entre los árboles gracias a sus cuatro miembros convertidos en alas. El holotipo, M 100/1119, fue encontrado en la Formación Öösh, cuya estratificación es incierta pero probablemente data del Berriasiense- Barremiense de Mongolia y su nombre está dado por los monjes budistas danzantes, con sombrero negro del festival Tsam, constaba de un maxilar casi completo, dentario y un hueso esplenial. Su mandíbula posee orificios extras y cavidades neumáticas extras, siendo muy parecido a los raptores de Yixian, Es muy similar a  Sinornithosaurus y al Microraptor sugiriendo grandes similitudes entre los restos de los depósitos de Öösh donde fuera encontrado Shanag con la biota de Jehol de donde es parte la Formación Yixian durante el Cretácico Inferior. El espécimen holotipo, de unos seis centímetros de largo, está compuesto por un fragmento asociado de mandíbula superior e inferior sin comprimir, que contiene un maxilar derecho casi completo con dientes, un dentario derecho parcial con dientes y un esplenio parcial adjunto. Turner y col. asignó a Shanag a Dromaeosauridae. Su análisis cladístico indicó que era un dromeosáurido basal pero más alto en el árbol que Unenlagiinae. Análisis posteriores lo recuperaron en Microraptorinae.